# Bandora
Bandora è una suddivisione dell'India, classificata come census town, di 12.264 abitanti, situata nel distretto di Goa Nord, nello territorio federato di Goa. In base al numero di abitanti la città rientra nella classe IV (da 10.000 a 19.999 persone).

## Geografia fisica
La città è situata a 15° 24' 0 N e 73° 58' 0 E e ha un'altitudine di 106 m s.l.m..

## Società

### Evoluzione demografica
Al censimento del 2001 la popolazione di Bandora assommava a 12.264 persone, delle quali 6.643 maschi e 5.621 femmine. I bambini di età inferiore o uguale ai sei anni assommavano a 1.250, dei quali 637 maschi e 613 femmine. Infine, coloro che erano in grado di saper almeno leggere e scrivere erano 8.702, dei quali 5.139 maschi e 3.563 femmine.